# Eduin Bauer
Aurel Reinhard Eduin Bauer (* 7. Juli 1816 in Walda bei Großenhain; † 21. Oktober 1892 in Freiberg) war ein deutscher Pfarrer, Lehrer und Autor.
Bauer besuchte das Gymnasium in Freiberg im Erzgebirge und studierte anschließend Theologie. Nach erfolgreicher Promotion zum Doktor der Philosophie wurde er im August 1845 Pfarrer der deutsch-katholischen Bewegung in Dresden, die im gleichen Jahr unter der maßgeblichen Initiative von Robert Blum und Franz Jacob Wigard gegründet und 1848 schließlich durch den Sächsischen Landtag als Kirche anerkannt wurde. Dieses Amt nahm er auch in Leipzig wahr. 1850 war Bauer als „Gymnasial-Oberlehrers der exacten Wissenschaften“ in Zwickau tätig. In der ersten Ehe Bauers mit Amalie Auguste geb. Heider wurde 1850 in Zwickau deren Sohn, der Politiker Otto Bauer, geboren.  Bereits nach drei Jahren wechselte Eduin Bauer als evangelischer Pfarrer in die kleine Gemeinde nach Rübenau und 1858 nach Oberwiesenthal. 1862 ging er als Pfarrer nach Mißlareuth und 1869 nach Schönbach bei Grimma. Dort blieb er bis zur Versetzung in den Ruhestand im Jahr 1892. Er starb noch im gleichen Jahr.
In seiner Freizeit war er auch als Autor von theologischen Schriften tätig. Aber auch die in der Deutschen Volksbücherei erschienene Erzählung Die Tellerhäuser am Fichtelberge stammt aus seiner Feder.